# Beatrice Wood

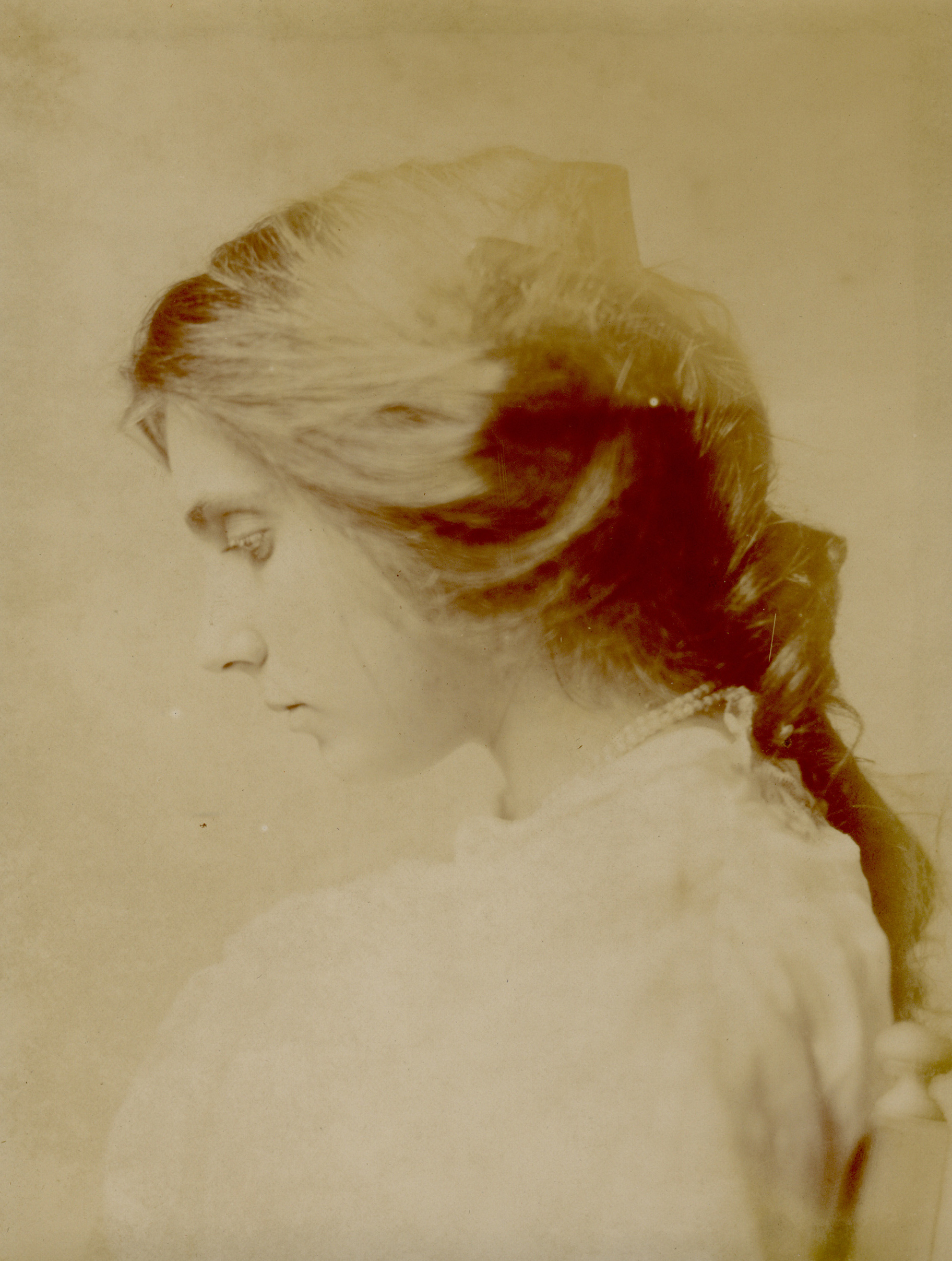
Beatrice Wood, 1908

Beatrice Wood (* 3. März 1893 in San Francisco; † 12. März 1998 in Ojai) war eine US-amerikanische Schriftstellerin und Objektkünstlerin („Mama of Dada“) des Dadaismus und des Surrealismus.

## Leben
Beatrice Wood stammte aus einer wohlhabenden und sozial engagierten Familie. 1898 zog die Familie nach New York City. Beatrice begleitete ihre Eltern oft auf deren Reisen durch Europa. Sie lebte von ihrer Jugend bis zum Ausbruch des Ersten Weltkriegs in Paris, wo sie 1912 an der renommierten Académie Julian unter Jules-Joseph Lefebvre Kunstgeschichte studierte. Wood lebte einige Wochen in Giverny, der Heimatstadt von Claude Monet.

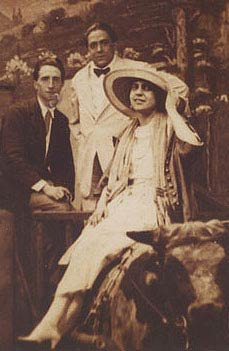
Marcel Duchamp, Francis Picabia und Beatrice Wood, 1917

Wegen des Kriegs in Europa kehrte sie zurück nach New York. Zusammen mit Marcel Duchamp (1887–1968) und Henri-Pierre Roché (1879–1959) gab Wood das Kunstmagazin The Blind Man – eine der frühesten Manifestationen der Dada-Art-Bewegung in New York – heraus. In den frühen 1920er Jahren verdiente sie sich die Bezeichnung Mama of Dada.
Eine unglückliche Beziehung führte Wood nach Montreal, wo sie für kurze Zeit als Varieté-Schauspielerin auftrat. Ihr erdrückendes Verhältnis zu ihren Eltern, ihre erste eheliche Enttäuschung und der Druck, als Künstlerin zu überleben, zwangen Wood zu erkennen, dass sie sich selbst finanziell versorgen müsse, wenn sie wirklich ein unabhängiges Leben führen wolle. Also zog sie nach Los Angeles, nahm Keramikkurse und lebte seit Anfang der 1930er Jahre vom Töpfern. Später zog sie weiter ins kalifornische Ojai. Seit dieser Zeit interessierte sie sich für fernöstliche Philosophie. Sie hatte Kontakt mit dem Theosophen Jiddu Krishnamurti (1895–1986), der einen enormen Einfluss auf sie ausübte. Sie lehrte auch an der Hollywood High School und der Besant Hill School. Im Jahr 1938 heiratete sie den Ingenieur Steve Hogg († 1960).
Im Alter von 100 Jahren wurde Beatrice Wood Gegenstand des Dokumentarfilms Beatrice Wood: Mama of Dada. Sie war auch die Inspiration für die Rolle der abenteuerlustigen 101-jährigen Rose DeWitt Bukater im Film Titanic von James Cameron, gespielt von der Schauspielerin Gloria Stuart.
Beatrice Wood gilt als exzentrische Künstlerin, die sich keinen politischen oder stilistischen Dogmen unterordnen wollte, und sie hat maßgeblich die moderne Kunst, vor allem aber den Dadaismus beeinflusst. Zum Kreis ihrer Freunde und Liebhaber gehörten unter anderem Edgar Varèse, Constantin Brâncuși, Anaïs Nin, Francis Picabia, Reginald Pole, Joseph Stella, Man Ray, Gertrud und Otto Natzler.

## Werke
- Marlene Wallace, Beatrice Wood: Playing Chess with the Heart. A Centennial Celebration of Beatrice Wood. Chronicle Books, San Francisco CA 1994, ISBN 0-8118-0607-3.
- Beatrice Wood: I Shock Myself. The Autobiography of Beatrice Wood. Edited by Lindsay Smith. Dillingham Press, Ojai CA 1985, ISBN 0-9616071-1-4 (Neuauflage Chronicle Books, San Francisco CA 2006, ISBN 0-8118-5361-6).